# جهان اول

"سه جهان" در دوران جنگ سرد در ماه آوریل - اوت سال ۱۹۷۵ آبی: جهان اول قرمز: جهان دوم خاکستری: جهان سوم

جهان اول، اصطلاحی بود که تا اواخر دوران جنگ سرد برای توصیف کشور‌های قلمرو سرمایه داری مثل آمریکا و بلوک غرب استفاده می‌شد، جهان دوم نیز به کشور های قلمرو کمونیستی یا سوسیالیستی مثل شوروی و بلوک شرق می گفتند که براساس شاخص توسعه انسانی و اقتصادی، اقتصاد، ثروت، امنیت و قدرت نظامی مرتب می شدند. کشورهای جهان اول سرمایه داری و صنعتی بودند. آنها نهادهای سیاسی و اقتصادی مشابهی داشتند و نفوذ خود را بر بخش هایی از جهان استعماری سابق، حفظ‌ کردند.